# يوكي ماتسوشيتا (ممثلة)
يوكي ماتسوشيتا (باليابانية: 松下由樹؛ بالكانا: まつした ゆき) هي ممثلة يابانية، ولدت في 9 يوليو 1968 في ناغويا في اليابان.

## وصلات خارجية
- يوكي ماتسوشيتا على موقع IMDb (الإنجليزية)
- يوكي ماتسوشيتا على موقع ميوزك برينز (الإنجليزية)
- يوكي ماتسوشيتا على موقع أول موفي (الإنجليزية)
- يوكي ماتسوشيتا على موقع قاعدة بيانات الفيلم (الإنجليزية)
- يوكي ماتسوشيتا على موقع ANN person (الإنجليزية)